# Rue Dezobry
La rue Dezobry est une voie publique du centre ancien de Saint-Denis, ville du département de la Seine-Saint-Denis, en France,.

## Situation et accès
Voies adjacentes
- Rue Suger
- Rue Auguste-Delaune
- Rue Ernest-Renan

Accès

## Origine du nom
Cette rue est nommée en hommage au compositeur Louis Charles Dezobry (1798-1871), né à Saint-Denis et mort à Paris.

## Historique
En 2017, la voirie de cette rue est entièrement remaniée.

## Bâtiments remarquables et lieux de mémoire
Le film Sage Femme de Martin Provost y a été tourné partiellement